# الاتحاد الأمريكي لمكاتب المزارع
اتحاد المزارع الأمريكي (AFBF) هو منظمة ضغط زراعية أمريكية غير ربحية تأسست عام 1919، ومقرها في واشنطن العاصمة. يعتبر أحد أكبر مجموعات الضغط الزراعية في الولايات المتحدة، ويمثل مصالح حوالي مليوني مزرعة أمريكية من خلال فروع في جميع الولايات الخمسين وبورتوريكو.
التاريخ
نشأت حركة مكاتب المزارع عام 1911 على يد جون بارون، خريج كورنيل، الذي عمل كمساعد إرشادي في نيويورك. تأسس الاتحاد الوطني رسمياً في شيكاغو عام 1919 بمشاركة مزارعين من 30 ولاية، بهدف تمكين المزارعين من التحدث بصوت موحد.
خلال الثلاثينيات، طور الاتحاد وجوداً ضغطياً قوياً في واشنطن، مؤثراً على سياسات الصفقة الجديدة لصالح المزارع الكبيرة. ساهم في التحول نحو الزراعة الآلية الواسعة، وأصبح بحلول الحرب العالمية الثانية الممثل الأبرز لمصالح كبار المزارعين.
الضغط السياسي
ينفق الاتحاد ملايين الدولارات سنوياً على أنشطة الضغط، حيث بلغ إنفاقه عام 2022 حوالي 2.12 مليون دولار. من أبرز مواقفه:
معارضة تنظيم انبعاثات الغازات الدفيئة لسنوات، وتبني موقف منكر تغير المناخ حتى عام 2019.
الدعم المستمر للإعانات الفيدرالية لتأمين المحاصيل الذي تبيعه شركاته التابعة.
المشاركة في تحالف المناخ الزراعي (FACA) عام 2020 لدعم الحلول الطوعية لمواجهة تغير المناخ.
رفع دعاوى قضائية ضد قواعد "مياه الولايات المتحدة" (WOTUS) عام 2023.
التأمين
يرتبط الاتحاد بشبكة شركات تأمين ربحية:
46 ولاية من فروع الاتحاد لديها شركات تأمين تابعة تحمل اسم "Farm Bureau".
يشكل عملاء التأمين 6 ملايين عضو، معظمهم ليسوا مزارعين، بينما لا يتجاوز عدد المزارعين الأمريكيين مليوني مزرعة.
شركات مثل "FBL المالية" و"Country المالية" و"Southern Farm Bureau" تدر مليارات الدولارات سنوياً.
قائمة مكاتب المزارع الولائية
يمتلك الاتحاد فروعاً في جميع الولايات، أبرزها:
مكتب جورجيا للمزارع (تأسس 1937)
مكتب إلينوي للمزارع (تأسس 1916)
مكتب آيوا للمزارع (تأسس 1918)
مكتب تكساس للمزارع (تأسس 1933)
المراجع
انظر أيضًا
الزراعة في الولايات المتحدة
الضغط السياسي في الولايات المتحدة
تغير المناخ والزراعة
وصلات خارجية
الموقع الرسمي للاتحاد الأمريكي لمكاتب المزارع